# جاوا کارت
جاوا کارت کارت هوشمندی است که ماشین مجازی جاوا کارت بر روی آن نصب شده‌است و بدین وسیله به اپلتهای جاوا اجازه می‌دهد تا به صورت امن بر روی کارت‌های هوشمند اجرا شوند.

## ارتباطات جاوا کارت
این کارت نیز مانند سایر کارتهای هوشمند با دستگاه پذیرند کارت در ارتباط است. دستگاه‌های پذیرنده کارت به دو دسته کارت خوانها و ترمینالها تقسیم‌بندی می‌شوند.